# Epichalcoplethis santistebani
Epichalcoplethis santistebani är en skalbaggsart som beskrevs av Patrice Bouchard och Soula 2006. Epichalcoplethis santistebani ingår i släktet Epichalcoplethis och familjen Rutelidae. Inga underarter finns listade i Catalogue of Life.